# Сен-Мартен-д’Ари
Сен-Марте́н-д’Ари́ (фр. Saint-Martin-d’Ary) — коммуна во Франции, находится в регионе Пуату — Шаранта. Департамент коммуны — Шаранта Приморская. Входит в состав кантона Монгион. Округ коммуны — Жонзак.
Код INSEE коммуны — 17365.

## Население
Население коммуны на 2010 год составляло 493 человека.
| 1962 | 1968 | 1975 | 1982 | 1990 | 1999 | 2010 |
| ---- | ---- | ---- | ---- | ---- | ---- | ---- |
| 474  | 466  | 476  | 443  | 483  | 476  | 493  |